# Тикуней ха-зоар
«Тикуне́й ха-зо́хар» («Тикуне-Зогар»; др.-евр. תקוני הזהר‬ — «исправление [книги] Зоар»), также известный как «Тикуни́м» (תקונים‬) — один из основных текстов Каббалы.
Это отдельное приложение к «Сефер ха-зохар», состоящее из семидесяти комментариев к начальной книге Торы — «Берешит» (בראשית‬), в стиле каббалистического мидраша. Книга содержит глубокие секретные учения Торы, диалоги и молитвы. Основная тема и намерение «Тикуней ха-зохар» состоит в том, чтобы отремонтировать и поддержать шехину или малхут — отсюда и название «Исправление книги Зоар» — и добиться искупления и завершить Изгнание.
«Тикуней ха-зохар» впервые был напечатан в Мантуе в 1558 году (в 5318 году по еврейскому календарю). Более поздние издания включают напечатанные в Константинополе в 1719 и 1740 годах. После последнего издания в Константинополе, страницы, упомянутые в «Тикуней ха-зохар», обычно соответствуют этому изданию.